# Latin ecclésiastique
Vous pouvez aider à l'améliorer ou bien discuter des problèmes sur sa page de discussion.
- Il ne cite pas suffisamment ses sources. Vous pouvez indiquer les passages à sourcer avec {{référence nécessaire}} ou {{Référence souhaitée}}, et inclure les références utiles en les liant aux notes de bas de page. (Marqué depuis juin 2011)
- Il doit être recyclé. La réorganisation et la clarification du contenu sont nécessaires. (Marqué depuis septembre 2011)

- Archive Wikiwix
- Bing
- Cairn
- DuckDuckGo
- E. Universalis
- Gallica
- Google
- G. Books
- G. News
- G. Scholar
- Persée
- Qwant
- (zh) Baidu
- (ru) Yandex
- (wd) trouver des œuvres sur Wikidata

Le latin ecclésiastique (parfois appelé latin d'Église) est la forme du latin qui est utilisée dans les documents de l'Église catholique romaine et dans sa liturgie.
La prononciation du latin utilisée dans le chant grégorien et dans la liturgie romaine n'est pas tout à fait celle du latin classique. Elle n'a été fixée que sous Charlemagne, avec l'ars bene loquendi (la partie du Trivium Quadrivium qui formalise la grammaire et la prononciation du latin, en particulier la place de l'accent).
Comme ont montré les recherches modernes, effectuées essentiellement à l'abbaye de Solesmes, dès la seconde moitié du XIXe siècle, l'accent du texte latin est à la racine du rythme grégorien. Pour la bonne exécution du chant grégorien, c'est donc l'accent qui est prioritaire. La prononciation ecclésiastique est relativement secondaire, et une phonétique classique ne changerait pas la nature de la mélodie.

## Emploi
Les sept premiers conciles œcuméniques ont formulé leurs définitions dogmatiques en grec et, même à Rome, le grec a été la langue primitive de la liturgie, et celle dans laquelle les premiers papes écrivaient. En fait, à Rome, à la fin de la République et au début de l'Empire, l'élite comprenait couramment le grec, bien que les affaires d'État fussent conduites en latin. Les livres qui devinrent le Nouveau Testament furent initialement rédigés en grec, et ne furent traduits en latin que par la suite.
L'utilisation du latin comme langue officielle par le Saint-Siège est un héritage historique et, en théorie, une autre langue pourrait être choisie. Toutefois, un tel changement apparaît peu probable. En tant que langue sortie de l'usage courant (une langue « morte » en pratique, même si certains contestent cette idée), le latin présente l'avantage que le sens des mots ne risque pas de changer radicalement d'un siècle à l'autre[réf. nécessaire]. Cela permet de garantir une précision suffisante au discours théologique, préservant les définitions orthodoxes. De ce fait, les derniers papes ont réaffirmé l'importance du latin pour l'Église, en particulier pour ceux qui entreprennent des études ecclésiastiques.
L'Église continue de publier les textes liturgiques officiels en latin, ce qui permet de disposer d'une référence unique pour les traductions dans toutes les autres langues. Il en va de même pour les textes officiels du droit canonique. Cependant, depuis le Concile Vatican II de 1962-1965, le latin n'est officiellement plus la langue exclusive des rites liturgiques romains et ambrosiens. Ce mouvement a des racines plus anciennes; dès 1913, on observe quelques remplacements du latin par les langues vernaculaires.[réf. souhaitée]
Depuis quelques siècles, l'usage du latin comme langue de communication s'est éteint, même chez les universitaires, et les documents produits par le Saint-Siège sont généralement rédigés dans une langue moderne. Cependant, le texte qui fait foi, celui publié dans les Acta Apostolicae Sedis, est généralement publié en latin même s'il n'est disponible que plus tard. Par exemple, le Catéchisme de l'Église catholique a été rédigé en français, et il a été d'abord publié en français en 1992. Ce n'est que cinq ans plus tard que le texte latin a été publié, en 1997, le texte français ayant dû subir quelques corrections pour être remis en conformité avec la version latine.
De temps en temps, des textes officiels sont publiés dans une langue moderne. Les cas les plus connus sont les Motu proprio « Tra le sollecitudini » (1903) du pape Pie X (en italien), et « Mit brennender Sorge » (1937) du pape Pie XI (en allemand).
En matière liturgique, la règle actuellement en vigueur sur l'utilisation du latin dans la liturgie eucharistique du Rite romain déclare: « La messe est célébrée en latin ou dans une autre langue, à condition que les textes liturgiques utilisés aient été homologués conformément à la norme de droit. Sauf dans le cas des célébrations de la Messe que les autorités ecclésiastiques désignent comme devant se dérouler en langue vernaculaire, les prêtres sont toujours et partout autorisés à célébrer la Messe en latin » (Redemptionis Sacramentum, 112).

## Phonétique
Le latin écrit, tel qu'il est utilisé par l'Église, ne diffère pas significativement du latin classique. L'étude de la langue de Cicéron et de Virgile suffit pour comprendre de façon adéquate le latin d'Église. Toutefois, ceux qui ne s'intéressent qu'aux textes ecclésiastiques préféreront limiter l'étude des auteurs antiques, dont le vocabulaire apparaît moins fréquemment dans les documents d'Église.

### Prononciation romaine
Dans la plupart des pays, ceux qui s'expriment en latin ecclésiastique suivent la prononciation qui est devenue traditionnelle à Rome, en donnant aux lettres la valeur qu'elles ont en italien moderne mais sans faire de distinction d'aperture pour e et o ; ae et oe se confondent avec e ; devant ces voyelles et le i, les lettres c et g se prononcent respectivement [t͡ʃ] et [d͡ʒ] ; ti suivi d'une voyelle est généralement prononcé [t͡si] (sauf derrière s, t ou x). Ces orateurs prononcent le v consonne (qui ne s'écrit pas u) comme en français, et les doubles consonnes sont prononcées comme telles. Aucune distinction n'est faite entre voyelles longues et voyelles courtes.

#### Prononciation des voyelles
- a se prononce comme en français (pater).
- e n'est jamais muet et se prononce [e] (Deus).
- i se prononce comme en français (vidi).
- o se prononce comme en français (credo).
- u se prononce [u] (Deus).
- æ et œ se prononcent [e], en une seule syllabe (æternæ).
- ai, ou et ie (dies, Kyrie) se prononcent en deux syllabes.
- au, ay, eu et ei se prononcent d'une seule émission de voix.

#### Prononciation des consonnes
- c se prononce [k] devant une consonne et devant a, o et u (credo). Il sert sinon à marquer diverses qualités :
  - sc se prononce [ʃ] (ascendit).
  - c se prononce [t͡ʃ] devant  e et i.
  - cc se prononce [tt͡ʃ] (ecce) (eccilla), devant e et i.
  - xc se prononce [kʃ] (in excitus).
  - ch se prononce [k] (cherubim).
- g  se prononce [d͡ʒ] devant e et i (agimus).
- gn se prononce [ɲ] (agnus).
- j se prononce [j] et forme une diphtongue avec la voyelle suivante (Jesus).
- m et n s'articulent fortement et ne nasalisent pas la voyelle précédente (semper, sanctus).
- s se prononce [s] sauf à l'intérieur d'un mot entouré de voyelles (jesus =[jezus])
- x se prononce [ks] (exaudi).
- ti se prononce [t͡zi] ou [t͡si] (grátia, tértia, étiam, loquéntium) quand cette syllabe est suivie d'une voyelle et précédée de toute lettre, sauf s, x et t; dans les autres cas, elle se prononce [ti] (hóstia, modéstia, iústior) mais aussi pour l'infinitif des verbes déponents (pati, pátier, pátior, verti, vértier, convérti, convértier).
- z se prononce [dz] (zelus).
- ph se prononce [f].
- h est généralement muet sauf, dans une tradition française, pour nihil et mihi qui se prononcent respectivement nikil et miki.

### Autres prononciations
Les ecclésiastiques de certains pays suivent des traditions qui peuvent être très différentes. Par exemple, dans les pays slaves et germanophones, la lettre c avant les voyelles e et i prend la valeur de [t͡s], et la lettre g est prononcée dure en toute position, jamais [d͡ʒ].
Les différences sont d'autant plus marquées si on s'intéresse à des époques anciennes. La restitution d'œuvres religieuses baroques et de la Renaissance, notamment, a donné lieu à l'utilisation d'une prononciation parfois très différente de la prononciation à l'italienne.

#### Prononciation à la française (musique française duXVIIesiècleau début duXXesiècle)
- æ et œ se prononcent [e] (vitæ [vite], œconomia [ekonɔmja]…)
- c se prononce [k] devant a, o et u mais [s] devant i, e, æ et œ, même s'il est précédé d'une consonne (ecce, súscipe, excélsis).
- j se prononce [ʒ], comme en français (jaune : [ʒon]).
- g se prononce [ɡ] devant a, o et u mais [ʒ] devant i, e, æ et œ.
- gn se prononce toujours [gn].
- h est généralement muet (sauf nihil et mihi, voir infra).
- qu se prononce [kw] (quam, quárum, quóndam comme dans fouet) sauf devant i lorsqu'il se prononce [kɥ] (quía, réquiem comme dans fuite) et peut-être simplement [k] pour quelques mots.
- r est généralement roulé ([r]).
- ti se prononce [si] (grátia comme gracieux en français, tértia, étiam, loquéntium) quand cette syllabe est suivie d'une voyelle et précédée de toute lettre, sauf s, x et t ; dans les autres cas, se prononce [ti] (hóstia comme hostie en français, modéstia, iústior) mais aussi pour l'infinitif des verbes déponents (pati, pátier, pátior, verti, vértier, convérti, convértier).
- v se prononce comme en français.
- u se prononce [y], comme en français (chute : [ʃyt]).
- um se prononce [ɔm] (comme homme).
- un se prononce [ɔ̃] ou [œ̃], selon les mots, au plus proche du mot français (mundi comme monde, unctio comme onction, sunt comme sont, defunctis comme défunt).
- au se prononce [o], comme en français (paume : [pom]).
- en se prononce [ɛ̃] ou [ɛn] (plutôt en fin de mot).
- in se prononce [ɛ̃] ou [in] (plutôt en fin de mot).
- on se prononce [ɔ̃] ou [ɔn] (plutôt en fin de mot).

## Ars bene loquendi

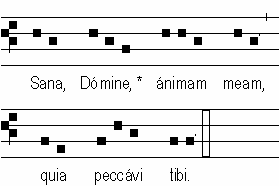
Exemple de style syllabique de type cantillation.

Le chant grégorien montre ce qu'il doit à la pratique primitive de la cantillation, la mélodie ne faisant que suivre les accents de la phrase, en les soulignant. Cette situation est très fréquente dans les antiennes et les pièces syllabiques.

### Place de l'accent latin
Les mots latins de plusieurs syllabes s'organisent autour d'une syllabe accentuée :
- Les monosyllabes ne sont pas accentués (sauf en fin de phrase).
- Dans les mots de deux syllabes, l'accent se trouve sur la première syllabe.
- Dans les mots de plus de deux syllabes, l'accent se trouve sur l'avant dernière syllabe ou sur la précédente.

La place de l'accent est indiquée dans les livres par un accent aigu. Elle n'est généralement indiquée que pour les mots de trois syllabes ou plus.
Pour déterminer avec certitude la place de l’accent, il faut voir dans un dictionnaire la longueur des syllabes :
- Si l'avant-dernière syllabe est longue, elle est accentuée (une voyelle double est longue, de même qu'une voyelle suivi de deux consonnes) ;
- Si l'avant-dernière syllabe est courte, l'accent est sur la précédente (antépénultième).

L'accent peut tomber exceptionnellement sur la dernière syllabe du mot si un mot monosyllabique est rejeté en fin de phrase ou s'il vient de l'hébreu.

### Types d'accents
Suivant les langues, on peut rencontrer trois types d'accentuation :
- Un accent de durée (qui allonge la durée de la syllabe) ;
- Un accent d'intensité (en émettant la syllabe avec plus de force) ;
- Un accent de hauteur (en faisant varier le ton de la voix), que ce soit vers le haut (accent aigu) ou vers le bas (accent grave).
- En outre, l'attaque des mots ou des incises est souvent marquée par un bref accent d'intensité.

Ces types peuvent coexister, et l'« accent », pris absolument, accentue en même temps la force, la durée et la hauteur.
Le type de l'accent latin a varié dans le temps et a parfois superposé des accents de nature différente sur différentes syllabes. Les règles d'accentuation applicables au latin ecclésiastique sont celles de l'époque postclassique, qui ne faisait plus la différence entre voyelles longues et brèves.
L'accent ecclésiastique est, avant tout, un accent d'intensité, qui peut être accompagné par un petit accent de durée et par un accent relatif de hauteur si la prosodie d'ensemble le permet.

### Pratique de la rythmique verbale

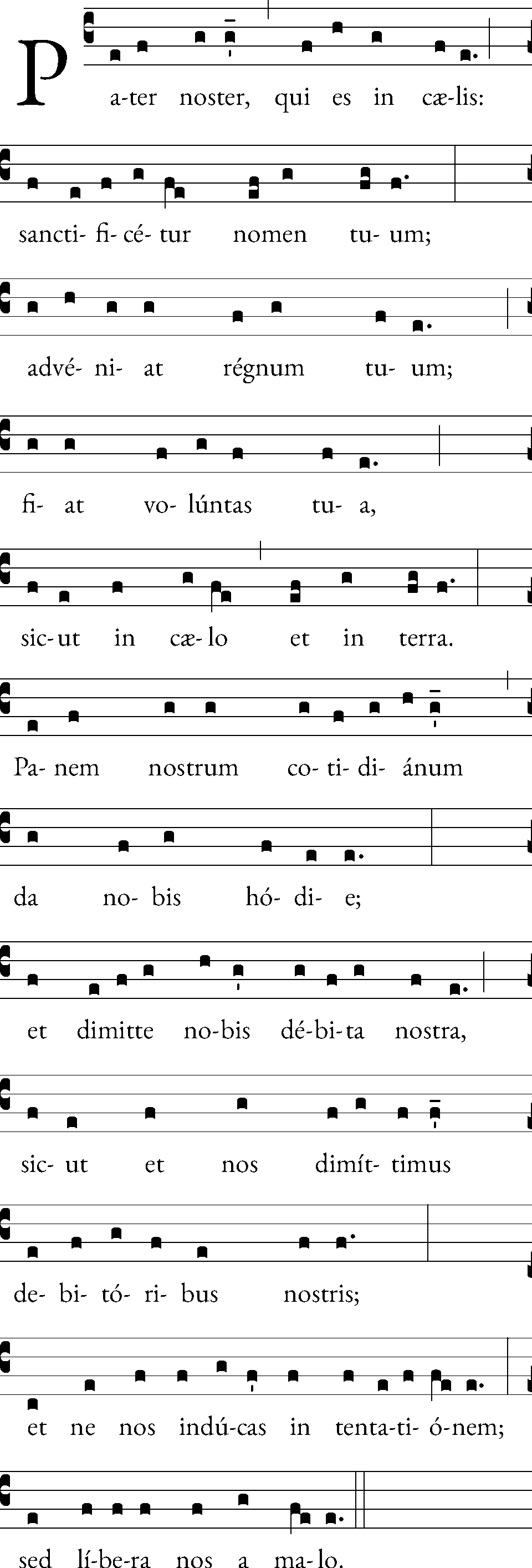
Le Pater en Chant grégorien

L'accentuation du latin donne déjà la musicalité à la langue. L'orateur parfait, disait Cicéron, est celui qui sait exhumer du texte son cantus obscurior  (chant caché, ou latent).
Dans les textes déclamés, les accents sont marqués, toutes choses par ailleurs, par :
- Une intensité plus forte ;
- Une hauteur généralement plus aiguë (mais qui se plie à la prosodie d'ensemble) ;
- Une durée non modulée, sans aller jusqu'à être brève (cependant, l'accent peut tomber sur une syllabe longue, qui marque alors sa longueur naturelle).

Inversement, les finales sont marquées par :
- Une intensité plus faible ;
- Une chute dans la hauteur, qui tend vers le grave sauf quand la prosodie d'ensemble l'exige.

De leur côté, les incises sont marquées par :
- Une chute préparatoire de la hauteur et de la vitesse ;
- Un « trou » dans la succession des temps d'appuis (la césure) ;
- Une reprise marquant l'attaque par une syllabe brève mais franche, donc légèrement accentuée en intensité (>).

Enfin, la durée des syllabes est plus ou moins allongée, pour trouver un moyen terme entre trois exigences esthétiques contradictoires : l'isochronie des temps syllabique, la périodicité des temps accentués et l'adaptation à la prosodie d'ensemble.
Ces règles sont à la base du style psalmodique. C'est la raison pour laquelle les chœurs pratiquant le chant grégorien sont souvent invités à scander le texte latin avant de le chanter, pour bien se pénétrer de la musicalité intrinsèque (mélodique et rythmique) de la phrase.
Ces règles ne sont pas absolues mais doivent ensuite s'adapter aux exigences de la prosodie d'ensemble: place du mot dans l'incise et place de l'incise dans la phrase. À titre d'illustration, on peut étudier la prosodie du Notre Père en grégorien, qui ne fait pratiquement que noter ce que serait une élocution un peu musicale du texte.
Déconditionnement
Pour l'interprète francophone, une bonne restitution d'un texte latin exige un effort et un déconditionnement par rapport au réflexe « gaulois » qui tend à placer systématiquement un accent sur les syllabes finales et à en remonter la hauteur vers l'aigu quand il s'agit d'une fin d'incise. C'est une prosodie correcte en français mais incorrecte du latin et conduit à une interprétation défectueuse pour le chant grégorien.
Dans les assemblées qui pratiquent le latin ecclésiastique, on entend en effet souvent une accentuation « gauloise », qui au mieux rappelle l'accent provençal :
- R/. Dómine, non sum dignus (/), ut intres sub tectum meum (/) : Sed tantum dic verbo (/), et sanábitur (/) ánima (/) mea (\).

Une accentuation rythmiquement et musicalement conforme au latin ecclésiastique exigerait en revanche un accent de type italien :
- R/. Dómine, non sum dignus (\), ut intres sub tectum meum (\) (-) : Sed tantum dic verbo (\), et sanábitur ánima mea (\).

## Évolutions rythmiques latines
On trouve dans de nombreux endroits dans le répertoire grégorien des pièces où l'accentuation latine, telle qu'elle est comprise et pratiquée actuellement, ne correspond pas à l'accentuation mélodique qui est transcrite par l'écriture neumatique.
Une raison de ces différences peut être attribuée à la réutilisation de pièces mélodiques sur des textes pour lesquels elles n'avaient pas été composées. Le cas est particulièrement flagrant dans les instances de centonisation, où des « standards » grégoriens ont été réutilisés comme éléments de construction préfabriqués. Dans ces cas, le lien entre l'accentuation latine et sa traduction mélodique n'est pas nécessairement assuré, la correspondance entre les syllabes du texte et la mélodie résultant d'un recollage artificiel, effectué a posteriori.
Ce type d'explication ne suffit pas à expliquer toutes les divergences en dehors de ces nombreux cas de mise en correspondance évidemment artificielle entre mélodie et texte.
Il reste de nombreux exemples de mélodies qui peuvent être considérées comme originales mais ne suivent pas l'accentuation latine académique, telle qu'acceptée de manière moderne. Les discordance entre mélodie et accentuation peuvent être classées en deux catégories :
- Dans des cas simples, l'accent s'est déplacé entre pénultième et antépénultième, ce qui a conduit à une accentuation mélodique en contradiction avec l'accentuation moderne.
- Dans certains cas plus complexes, l'accentuation mélodique garde la trace d'une différence entre d'une part un accent d'intensité et de hauteur, et d'autre part un accent de longueur.

Le cas le plus fréquent et le plus flagrant est celui du mot dominus, dont la première syllabe est souvent transcrite par un accent mélodique de hauteur et implicitement d'intensité, la seconde par un accent mélodique de durée. Cela renvoie à l'époque classique, quand les accents d'intensité et de longueur latins étaient indépendants entre eux.

## Parole liturgique

### Passage du langage au Sacré
Le passage de la parole au chant est le signe d'une sacralisation du discours. La présence d'un chant montre la présence d'une intentionnalité consciente particulière, ce qui est la condition principale pour ouvrir un espace de spiritualité.

### Déclamation
La déclamation est une première étape de cette sacralisation du langage. L'emphase et l'accentuation du rythme forment une altération consciente et délibérée de l'énonciation, utilisée comme signe de la spiritualisation. La déclamation donne donc déjà au langage une nature transcendante, qui convient par conséquent aux lectures non chantées. Cependant, même si la déclamation est déjà un art, elle n'est pas nettement perçue par l'auditeur. Elle ne le fait donc pas participer à cet exercice spirituel.

### Cantillation
La deuxième étape vers le chant est la cantillation, une déclamation marquée, augmentée d'une musicalisation de la voix. Cette musicalisation donne à la voix les harmoniques riches utilisées dans le chant et joue consciemment sur la hauteur de la voix, sans fixer la voix par rapport à une note précise.
Dans la cantillation, l'utilisation d'une technique vocale est clairement ressentie par l'auditeur, qui peut donc percevoir le caractère explicitement sacré de la cérémonie. En revanche, sans référence à une hauteur précise, la cantillation est nécessairement le fait d'un exécutant unique, en dehors duquel elle n'a pas d'existence. Si l'auditeur peut percevoir le sacré de la cantillation, il est donc implicitement écarté de l'accès au domaine sacré lui-même, dont l'exécutant est l'intercesseur unique.

### Chant recto tono
La psalmodie la plus élémentaire s'ouvre à la troisième étape, celle du chant recto tono. Le son émis, de nature physique et objective, se cristallise alors en note musicale, de nature abstraite et subjective, qui a une existence propre, indépendante de l'exécutant. Ce passage à l'abstrait a une double signification spirituelle :
- D'une part, le langage entre en contact avec quelque chose d'atemporel, qui participe donc à la nature éternelle du divin et peut donc représenter le fil conducteur de la prière vers Dieu.
- D'autre part, tous les auditeurs peuvent communier à cette montée vers le sacré par le seul fait qu'ils deviennent conscients de la note elle-même, au-delà du son par lequel elle se manifeste physiquement.

### Mise en avant de la dimension spirituelle
Le chant grégorien n'atteint son but spirituel que s'il parvient à évoquer cette dimension abstraite et à se détacher du son physique destiné à l'évoquer. De ce point de vue, la principale qualité demandée à l'exécutant est donc de s'effacer et savoir se faire oublier, une fois que la sphère sacrée a été correctement évoquée par le chant. L'interprétation ne doit jamais être brillante ou personnalisée. Sans être pour autant mièvre ou fade, elle doit viser l'essentiel : déplacer l'esprit ailleurs.